# جان‌علی چنگیزی
جان‌علی چنگیزی، وزیر سابق آموزش و پرورش بلوچستان، پاکستان بود. او به خانواده‌ای از طبقه متوسط-پایین‌تر تعلق دارد و سیاست را در زندگی دانشجویی خود آغاز کرد. وی به نمایندگان از حزب مردم پاکستان به پارلمان راه یافت و از سال ۲۰۱۱ تا ۲۰۱۶ به عنوان معاون دبیرکل آن در بلوچستان خدمت کرده‌است. در حال حاضر وی معاون اول حزب مردم بلوچستان است. او به زبان‌های انگلیسی، اردو، دری و پشتو تسلط دارد. جان علی چنگیزی تنها هزاره سیاستمدار در هر حزب فدرال است و اولین شخصی می‌باشد که در ایالت بلوچستان به رده اول رهبری می‌رسد.